# Newlands Pass
Der Newlands Pass oder auch Newlands Hause ist ein Gebirgspass im Lake District, Cumbria, England.
Der Newlands Pass befindet sich auf einer Höhe von 333 m und wird im Süden vom Buttermere Moss, sowie den Robinson Crags am Robinson begrenzt. Im Norden des Passes befindet sich der Knott Rigg und der Whiteless Pike mit Whiteless Breast.
Eine nicht klassifizierte Straße über den Pass verbindet Keswick durch das Newlands-Tal im Osten mit Buttermere im Westen.
Der Moss Force Wasserfall stürzt vom Buttermere Moss und Robinson zum Newlands Pass hinab, wo er dann als Keskadale Beck in östlicher Richtung fließt. Der Wasserfall ist vom Pass aus leicht zu erreichen.